# Wiejski barok

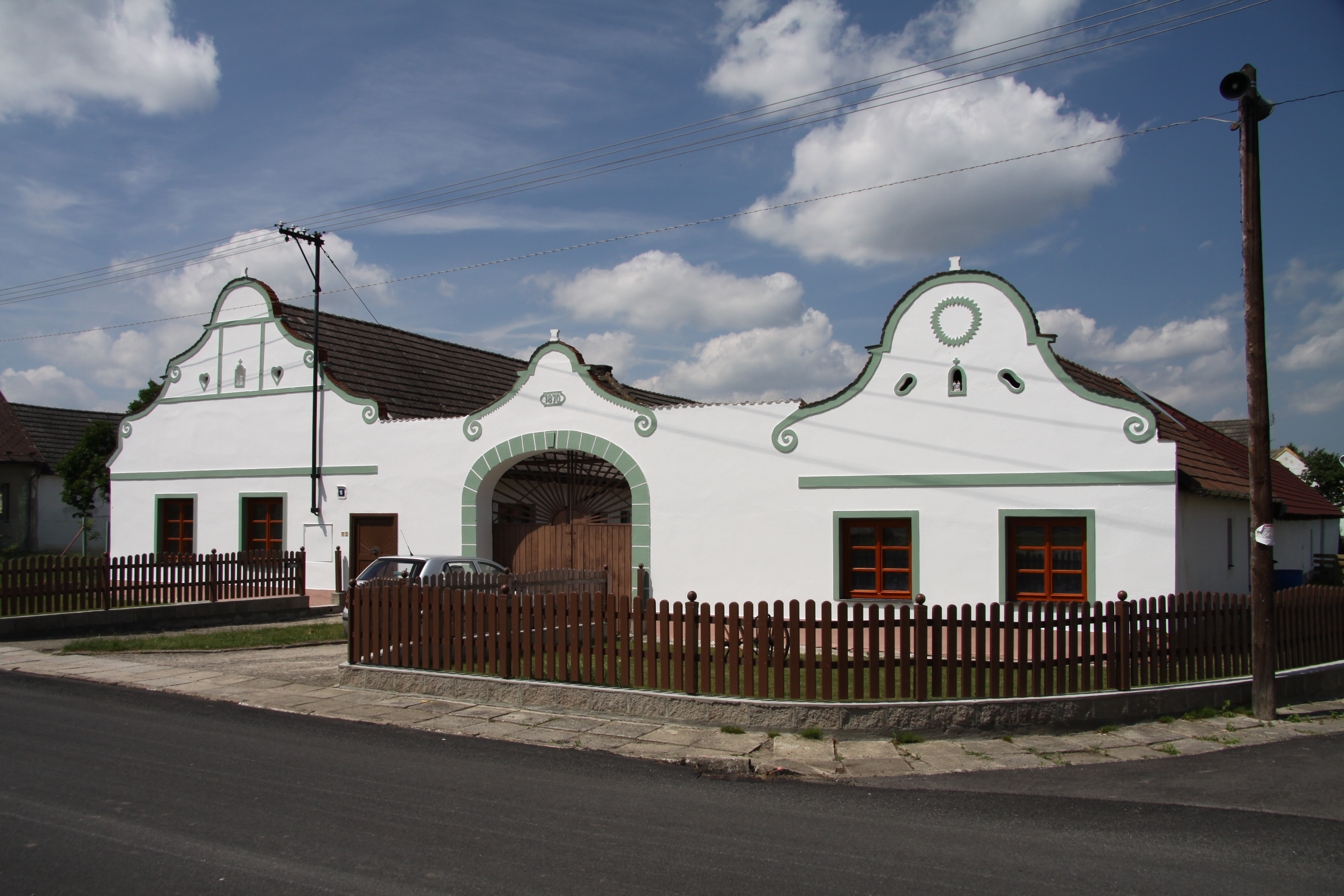
Przykłady wiejskiego baroku: Lužnice

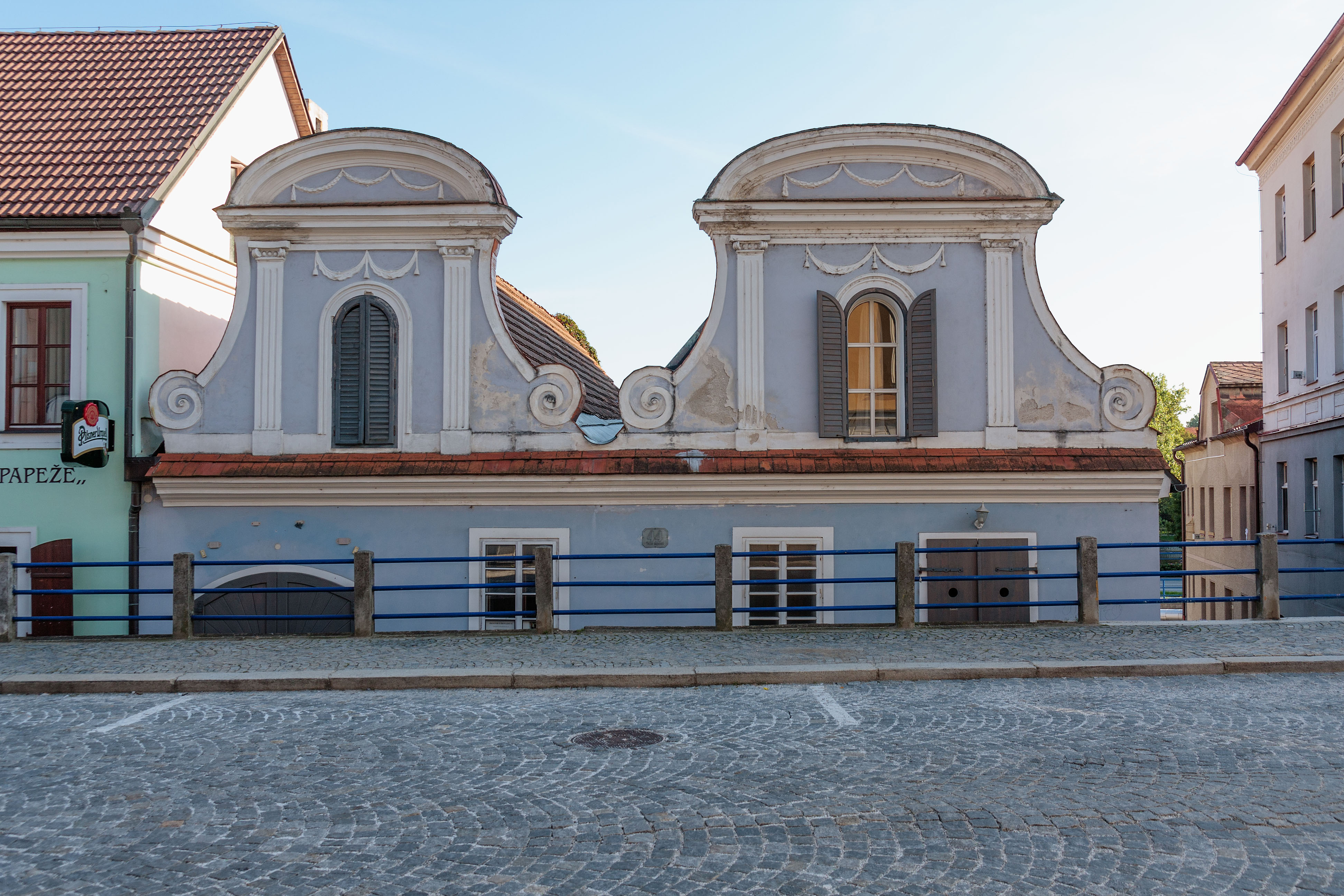
Strakonice

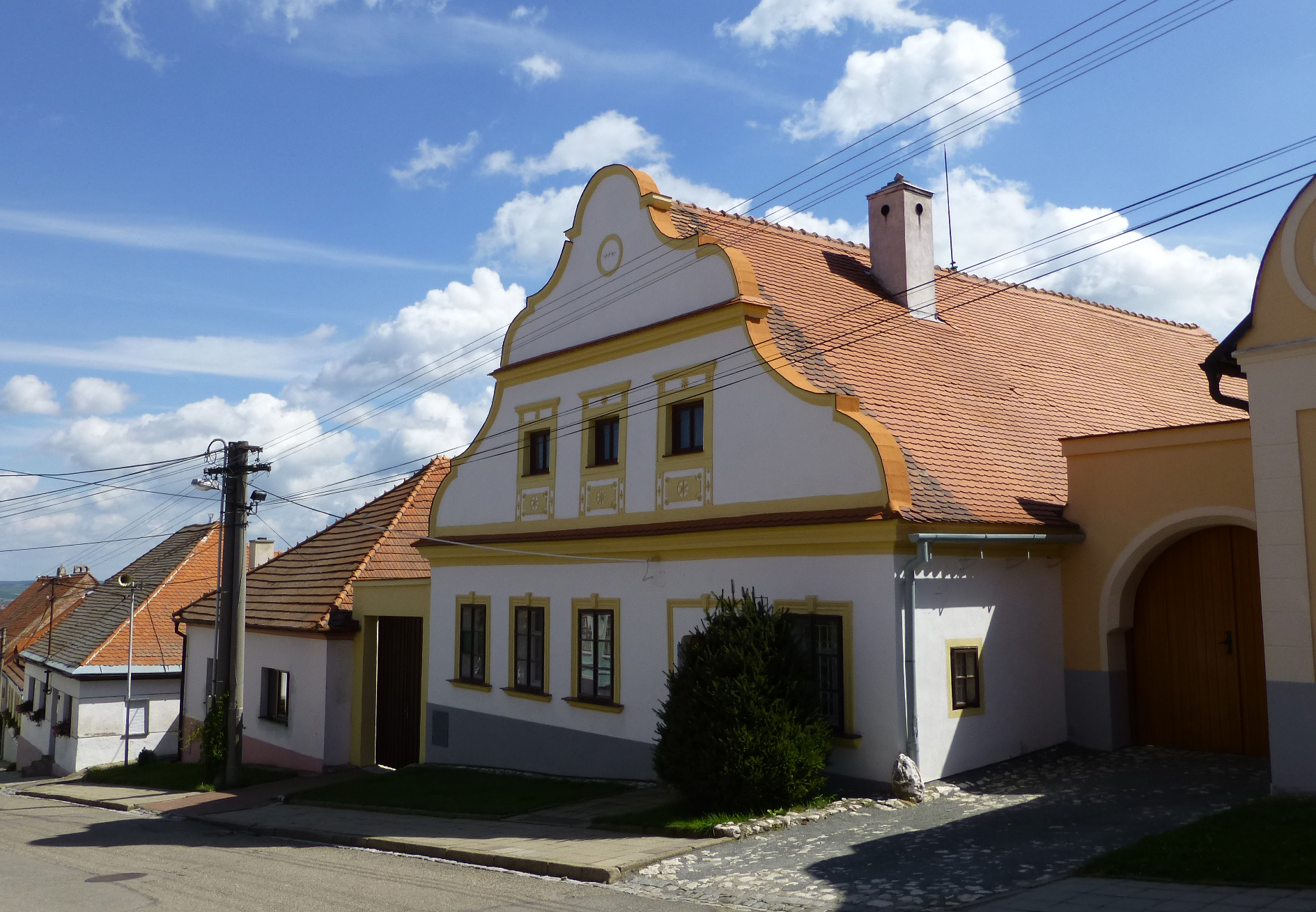
Pavlov

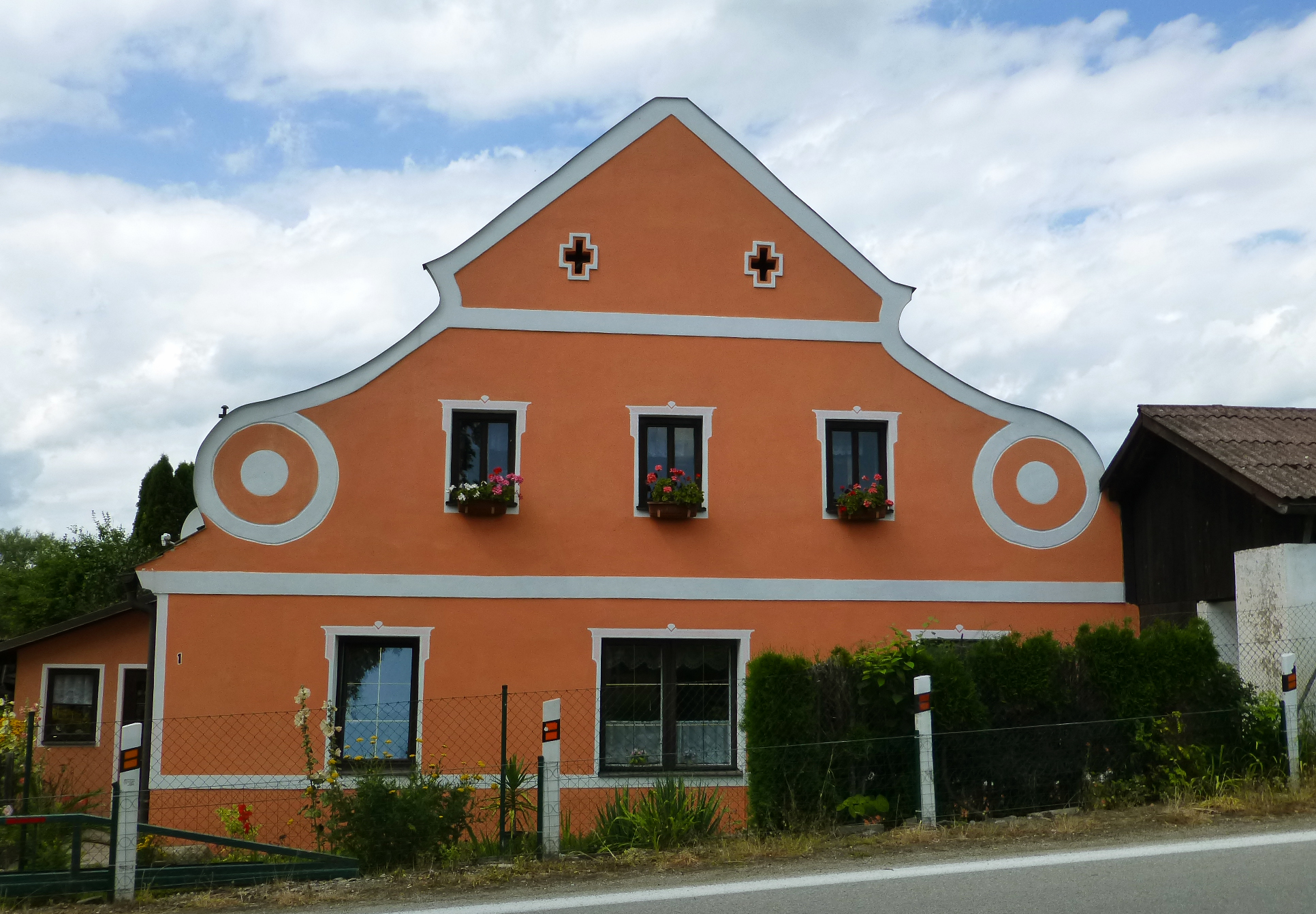
Rybník (Dolní Dvořiště)

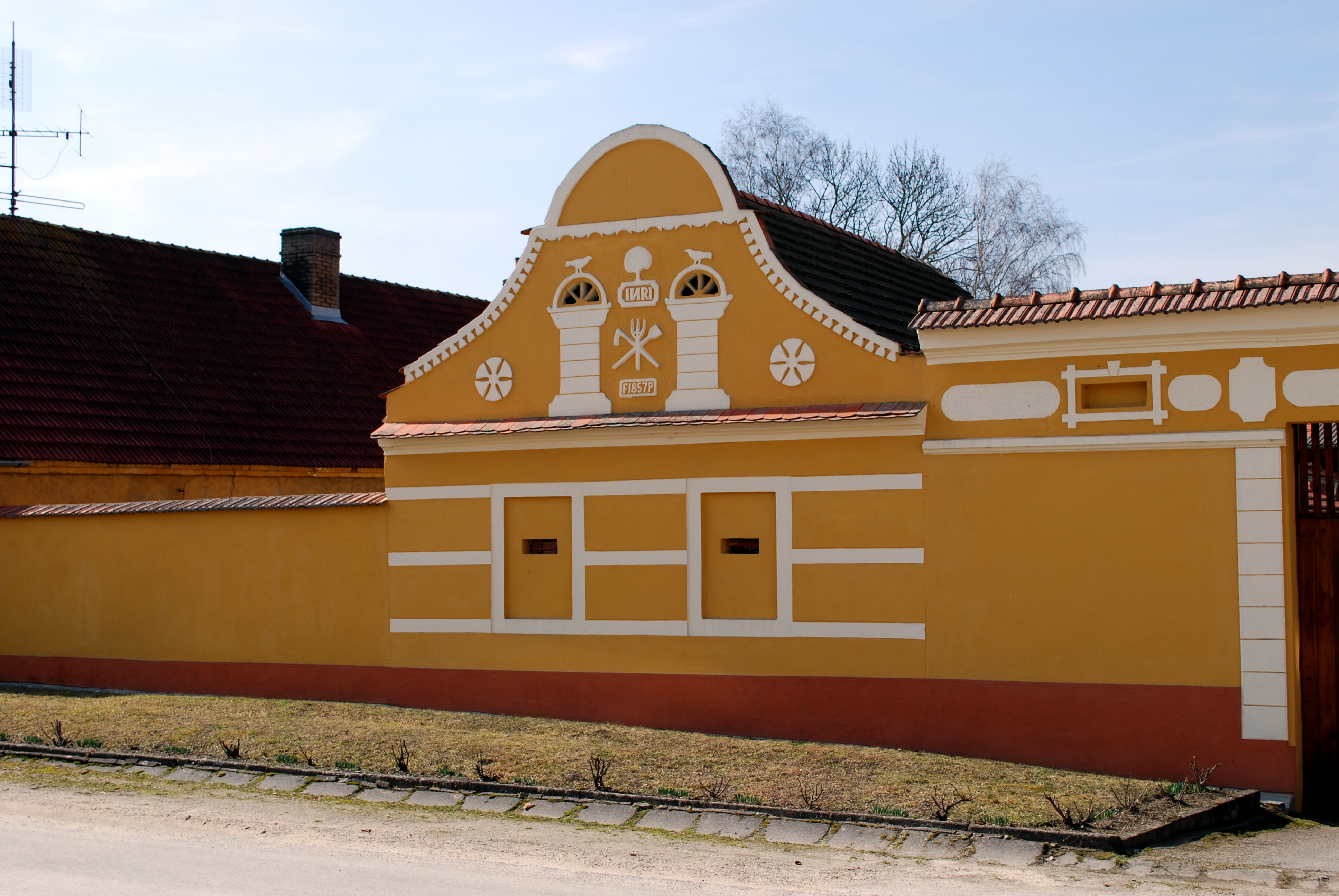
Ponědrážka

Wiejski barok (cz. selské baroko lub jihočeské baroko) – styl ludowej architektury, który występował głównie w południowych Czechach i wschodniej Hesji w XIX wieku. Pojawił się po baroku właściwym. Najstarsze zabytki wiejskiego baroku datowane są na lata 20. XIX wieku. Największy rozwój wiejskiego baroku miał miejsce w latach 60. XIX w.

## Charakterystyka
Wiejski barok jest stylem, którego elementem charakterystycznym jest wykorzystywanie elementów cechujących inne style architektoniczne, takie jak: barok, klasycyzm lub styl neoromański. Ludowi murarze jako inspirację chętnie wykorzystywali elementy architektury, która w owym okresie była rozpowszechniona w miastach czeskich. Chociaż naśladowane elementy cechowały się wysoką wartością rzemieślniczą, to często przy ich tworzeniu nie uwzględniano tektoniki architektury, z której czerpano inspirację. Jako przykład może posłużyć woluta, której wykonanie wymagało znajomości geometrii na poziomie szkoły średniej. Oryginalnie pełni ona funkcję nośną w górnej części budynku. W przypadku wiejskiego baroku miała ona jedynie charakter dekoracyjny.
Wiejski barok nazywany bywa także barokiem ludowym. Błędne byłoby jednak stwierdzenie, że za jego powstawanie byli odpowiedzialni anonimowi twórcy ludowi. Obiekty te często były dziełem profesjonalnych murarzy, którzy niekiedy byli w stanie zatrudnić przy ich budowie pracowników.

### Twórcy
Znane są losy i dane twórców wiejskiego baroku. W Czechach Południowych tworzyli:
- Jakub Bursa (1813–1884); mistrz murarski, który pracował głównie w rejonie Prachatic i Wołynia – po 1840 pracował z 30-40 murarzami,
- Šebestián Brener; działał w mieście Malé Chrášťany,
- Matěj Cívka (1800–1845); pochodził z miasta Hluboka nad Vltavou, tworzył w mieście Opatov,
- Jan Hospodář; pochodził z miasta Hroznějovice, w latach 1816–1870 tworzył na Vltavotýnsku,
- Martin Paták (1820–1889),
- Jan Paták oraz jego syn Martin Paták; oboje tworzyli w miejscowości Soběslavská Blata,
- František Šoch (1828–1874); syn Jana Šocha, oboje pracowali na Soběslavských Blatech (Hartmanice, Mažice, Komárov, Klečaty, Zálší i innych)[2].

### Zabytki
Zabytki wiejskiego baroku występują głównie w rejonie Soběslavskiej i Zbudovskiej Blaty, ale także w miastach: Písek, Vodňany i Třeboň. Wiele wiejskich barokowych budowli i ich elementów dekoracyjnych udokumentował Alois Terš (1910–1987).
Budynki wiejskie
Większość budynków należących do okresu wiejskiego baroku jest chroniona jako zabytki.
Wiejskie rezerwaty zabytków
Wiejski rezerwat zabytków to np. Holaszowice, Malé Chrášťany, Mazelov, Plástovice, Vodice u Lhenic, Záboří w pobliżu Czeskich Budziejowic.
Wiejskie strefy zabytków
Wiejskie strefy zabytków znajdują się na przykład w miejscowościach Svinky oraz Zbudov.

### Budynki sakralne
Początki wiejskiego baroku sięgają panowania Józefa II (1780–1790). W 1784 roku dekretem zakazano pielgrzymek i procesji. W przeszłości pielgrzymki były wydarzeniami pięknymi i spektakularnymi, na które mieszkańcy wsi czekali cały rok. Cesarz zakazał pielgrzymek i nie zaproponował mieszkańcom nic w zamian. Wieśniacy nie przyjęli nakazu Józefa II. Ważnym elementem wiejskiego baroku był także styl życia oraz życie duchowe ówczesnych mieszkańców kraju. W tym okresie, ma miejsce najintensywniejsza budowa krzyży, posągów oraz kaplic. Budowali je chłopi i rzemieślnicy na własny koszt na swoich ziemiach za zgodą szlachty i konsystorza biskupiego. Zbudowali je, a następnie wykorzystywali do swojego życia religijnego. Były naturalną częścią ich świata. Zakaz ten zniósł jego następca, Leopold II.

## Galeria

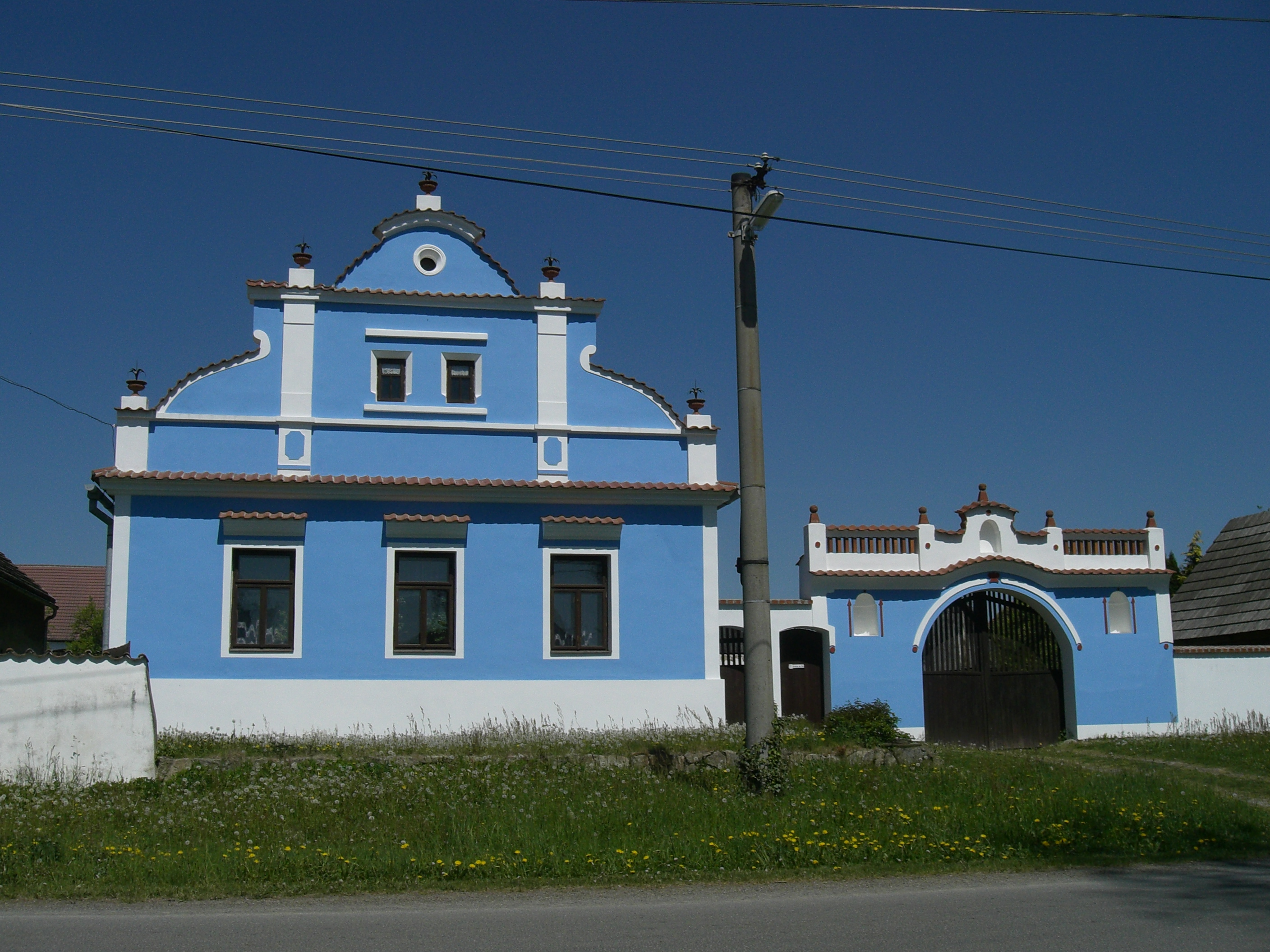
Květov
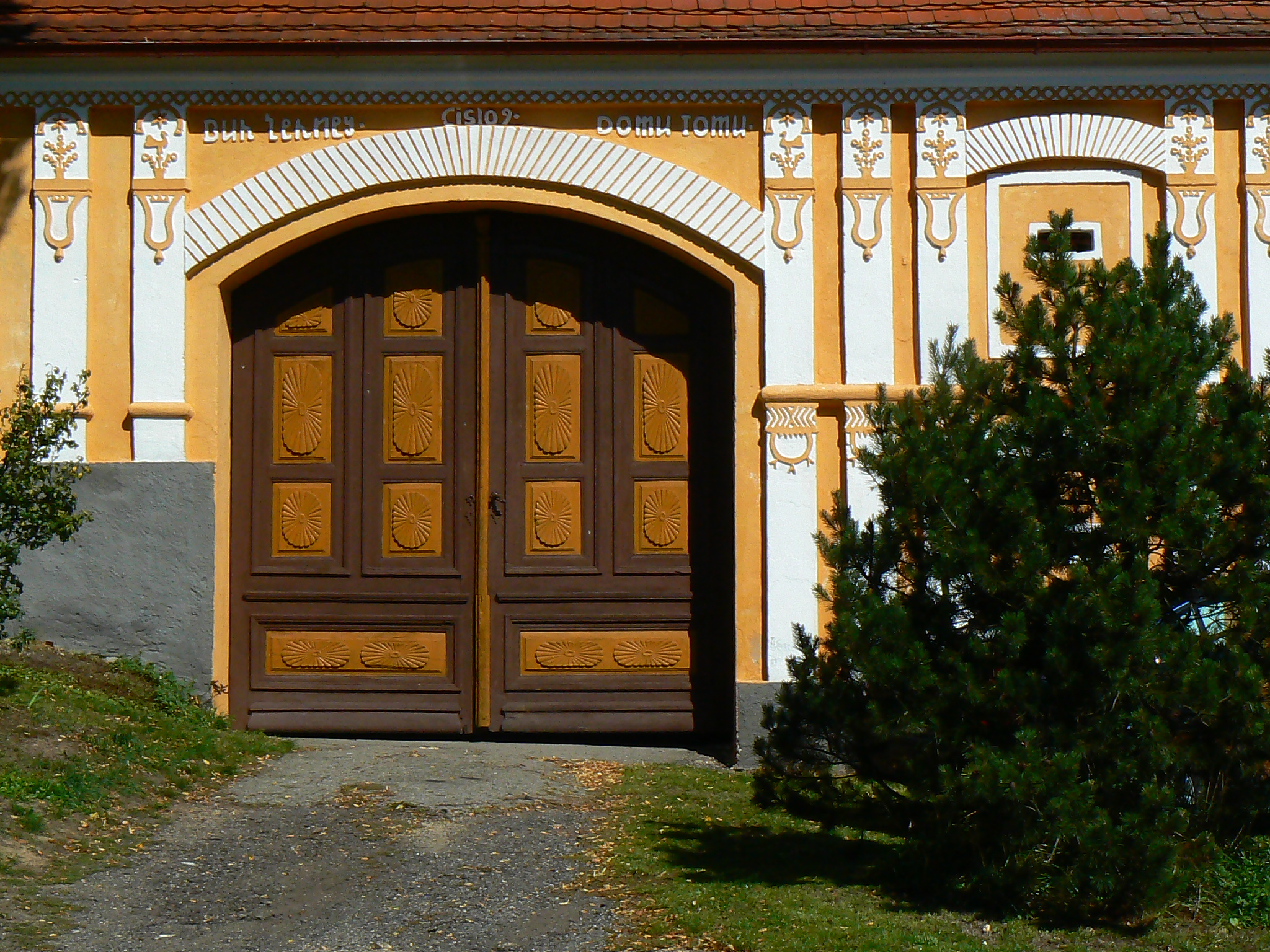
Záluží (Vlastiboř)(inne języki)
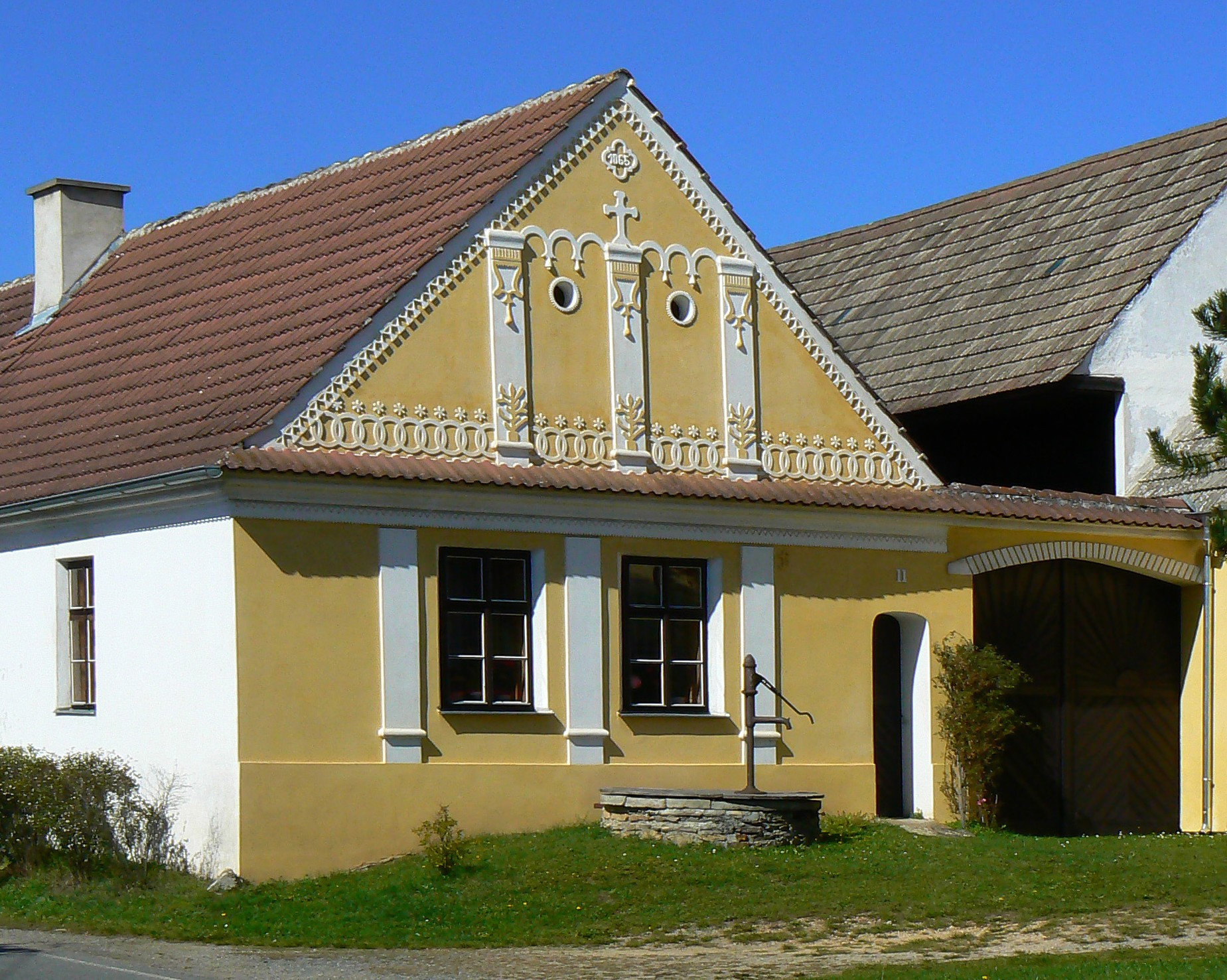
Záluží (Vlastiboř)
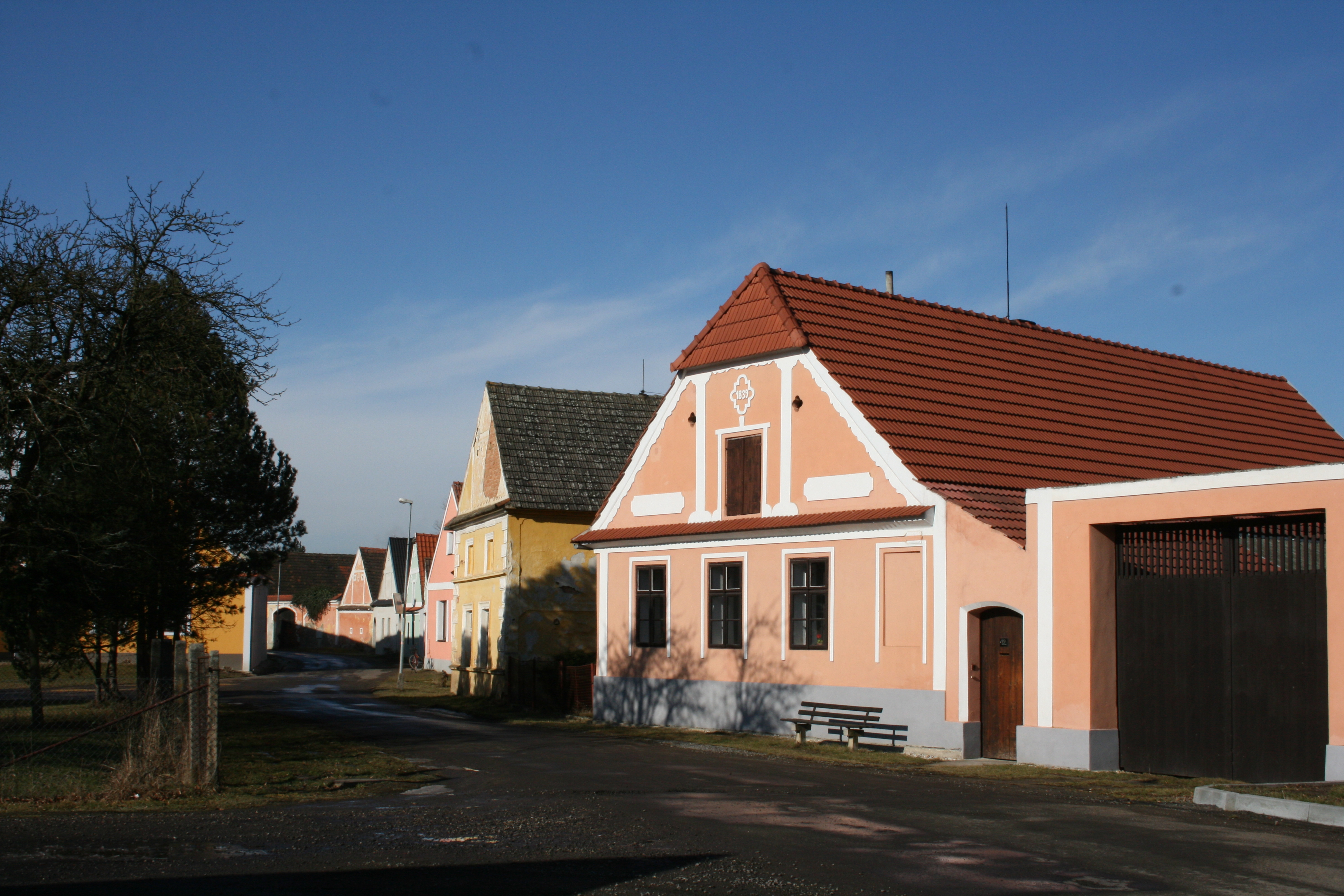
Borkovice
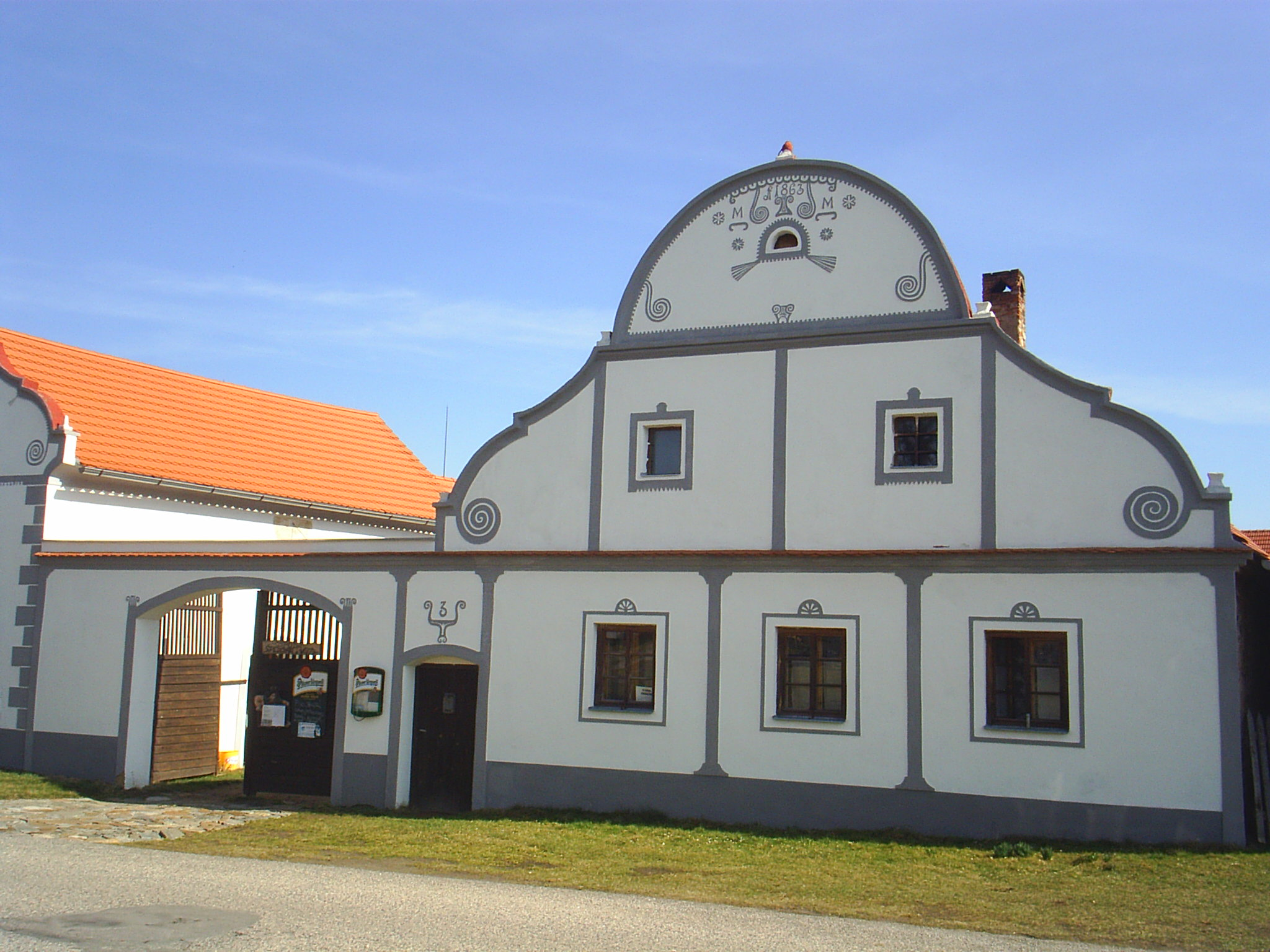
Holaszowice